# Nurhaci
Nurhaci (1558-1626) (Kinesisk: 努爾哈赤 [Nǔ'ěrhāchì] eller 努爾哈齊 [Nǔ'ěrhāqí]) også kendt som Qing Taizu) regnes som grundlæggeren af Qing-dynastiet (manchu-dynastiet). Nurhaci regerede over manchuerne fra 1616 til 1626. Han skal have lavet en vertikal skriftreform for det manchuriske sprog. Han forenede de forskellige Jurchenske stammer og organiserede alle manchuerne i de  «otte bannere». Senere angreb han Kina under Ming-dynastiet og erobrede Korea og dele af Liaodong. Nurhaci døde i 1626, efter at han blev såret af en kanon i slaget ved Ningyuan. 
Han efterfulgtes af Huang Taiji